# Гаджиев, Магомед Тажудинович
Магоме́д Тажу́динович Гаджи́ев (род. 7 апреля 1965, Махачкала, Дагестанская АССР, РСФСР, СССР) — российский политический и общественный деятель. Депутат Государственной Думы ФС РФ IV, V, VI и VII созывов (2003—2021). Бывший член фракции «Единая Россия», член Комитета по развитию гражданского общества, вопросам общественных и религиозных объединений.
Действительный государственный советник Федеральной налоговой службы.

## Биография
В 1996 году окончил Институт управления и бизнеса в Махачкале, в 1998 году — юридический факультет Дагестанского государственного университета.
После демобилизации из Вооружённых сил СССР был назначен заместителем директора (1985—1994), затем директором (1994—1996) базы комплектации «Хушетская» объединения «Дагвино» Дагестанской АССР. В 1996 году после окончания института был принят на работу в Западно-Каспийское управление по охране, воспроизводству рыбных запасов и регулированию рыболовства на должность заместителя начальника Управления. С 1998 по 2001 год исполнял должность заместителя начальника налоговой инспекции по Республике Дагестан, затем был назначен заместителем руководителя Управления МНС по Республике Дагестан.
С 2001 года — заместитель руководителя Межрегиональной инспекции Министерства по налогам и сборам Российской Федерации по Южному Федеральному округу. В декабре 2003 года избран депутатом Государственной Думы IV созыва.
В 2007 году был избран депутатом Государственной думы V созыва в составе федерального списка кандидатов, выдвинутого Всероссийской политической партией «Единая Россия».
В декабре 2011 года баллотировался от партии «Единая Россия» в депутаты Государственной думы РФ, по результатам распределения мандатов был избран депутатом Госдумы VI созыва.
В сентябре 2016 года выдвигался в депутаты Государственной думы РФ от партии «Единая Россия», по результатам распределения мандатов был избран депутатом Государственной думы VII созыва.
В июне 2022 года СМИ сообщали о том, что экс-депутат Госдумы от Дагестана, оплатил и направил гуманитарную помощь жителям Донбасса, а также оказал помощь мобилизованным российским военнослужащим, участвующим во вторжении на Украину, направив технику.
В июне 2022 года Денис Пушилин, глава ДНР вынес благодарность Магомеду Гаджиеву за «всеобъемлющую поддержку и личное участие в судьбе Донбасса».
Уехал из России в 2023 году. 26 мая 2023 года Министерство юстиции Российской Федерации внесло Магомеда Гаджиева в список иностранных агентов. 27 мая 2023 года он был исключён из «Единой России» «за действия, дискредитирующие партию». Генеральная прокуратура России утверждает, что Гаджиев получил миллионы долларов за сотрудничество с иностранным спецслужбами и возможность получения гражданства.

## Законотворческая деятельность
С 2004 по 2019 год, в течение исполнения полномочий депутата Государственной Думы IV, V, VI и VII созывов, выступил соавтором 303 законодательных инициатив и поправок к проектам федеральных законов, в том числе касающихся аннексии Крыма.
Как член фракции Единая Россия, голосовал «за» по ряду законопроектов, включая пакет Яровой, запрещающий гражданам США усыновление детей из России, и законы об иностранных агентах.

## Критика
Группа политиков ЕС, США и Украины призвали ввести санкции в отношении Магомеда Гаджиева и других лиц, в связи с их поддержкой вторжения России на Украину. В частности, американский политолог Джейсон Смарт опубликовал пост в Twitter, где отметил, что «Магомед Гаджиев должен быть под санкциями США и ЕС, а не проживать свою роскошную жизнь в западных странах, поддерживая войну в Украине».
В результате журналистского расследования румынского издания RBN было сообщено, что Магомед Гаджиев осуществлял попытки получения европейского гражданства в обмен на предоставление им информации о российских властях и олигархах.
По данным издания Eureporter и украинского телеканала FreeДом, Гаджиев имеет недвижимость во Франции и Майами.

## Награды
- Благодарность Правительства Российской Федерации (6 июля 2011 года) — за заслуги в законотворческой деятельности и многолетнюю добросовестную работу[27].